# Morti nel 45 a.C.
| Questa pagina contiene informazioni ricavate automaticamente dalle voci biografiche con l'ausilio del template Bio e di un bot. L'aggiornamento è periodico e automatico e ricostruisce completamente la pagina. Se manca una persona in questa lista, sei pregato di non aggiungerla, ma accertati piuttosto che la sua voce biografica contenga il template Bio e che i dati anagrafici siano correttamente compilati. Se il template Bio manca, inseriscilo tu stesso o, in alternativa, metti l'avviso {{tmp\|Bio}} che ne segnala la mancanza. Se i dati riportati sono sbagliati, correggi direttamente la voce biografica; le modifiche saranno visibili in questa lista entro pochi giorni. Per chiarimenti vedi il progetto biografie. La lista contiene solo le 9 persone che sono citate nell'enciclopedia e per le quali è stato implementato correttamente il template Bio. Pagina aggiornata al 27 gen 2025. |

- 17 marzo - Tito Labieno, generale romano
- 12 aprile - Gneo Pompeo il Giovane, generale romano
- 31 dicembre - Quinto Fabio Massimo, militare e politico romano
- Publio Cornelio Silla, politico e generale romano
- Mamurra, politico romano
- Marco Claudio Marcello, senatore romano
- Publio Nigidio Figulo, filosofo, grammatico e astrologo romano
- Publio Attio Varo, politico e militare romano
- Tullia, nobildonna romana